# Najbogatszy kaczor świata
Najbogatszy kaczor świata (ang. The Richest Duck in the World, znany także jako The Recluse of McDuck Manor) – opublikowany w 1994 r. komiks Dona Rosy, dwunasta i ostatnia część cyklu Życie i czasy Sknerusa McKwacza.
Komiks po raz pierwszy wydano na łamach duńskiego czasopisma Anders And & Co. Pierwsze polskie wydanie (pod tytułem Samotnik z hrabstwa McKwacz) pochodzi z 2000 r.

## Fabuła
Historia rozgrywa się w Boże Narodzenie 1947 r.
Sknerus zaprasza Donalda i jego siostrzeńców do swojej rezydencji. Donald odnosi się do McKwacza lekceważąco, uznając go za starego skąpca, a opowieści o majątku za plotki. Rozzłoszczony McKwacz zabiera rodzinę do skarbca, gdzie na własne oczy mogą zobaczyć trzy hektary sześcienne gotówki - znaczną część majątku Sknerusa. Spotkanie zostaje brutalnie przerwane przez Braci Be (pod wodzą Brutalnego Benka), którzy przebrani za świętych Mikołajów podkradli się do skarbca.
Kaczory zostają obezwładnione przez bandytów, którzy kradną pierwszą dziesięciocentówkę McKwacza i kilka worków pieniędzy, a następnie uciekają na saniach. Kolejna lekceważąca uwaga ze strony Donalda pozwala Sknerusowi na uwolnienie się z zamknięcia i ruszenie w pościg za Braćmi Be, zakończony schwytaniem ich i oddaniem w ręce policji.
Zdarzenie to pozwoliło Sknerusowi na odzyskanie wigoru. Zdecydował o powrocie do pracy, ponownym otwarciu skarbca i wyruszeniu na przygody w towarzystwie Donalda i jego siostrzeńców.

## Nawiązania
- wizyta Donalda i siostrzeńców u Sknerusa ma miejsce po ich pobycie w górskiej chatce; historia ta przedstawiona była w komiksie Wielka niedźwiedzica Carla Barksa z 1947 r. - komiksowym debiucie postaci McKwacza[6],
- pierwsza strona komiksu - przedstawiająca rezydencję Sknerusa i samego Sknerusa, wpatrującego się w śnieżną kulę - jest nawiązaniem do pierwszej sceny filmu Obywatel Kane Orsona Wellesa[6],
- wśród trofeów w rezydencji McKwacza znajduje się Nagroda Eisnera z 1995 r., którą Don Rosa otrzymał za serię Życie i czasy Sknerusa McKwacza[7][8].